# Aegopogon cenchroides
Aegopogon cenchroides är en gräsart som beskrevs av Alexander von Humboldt, Aimé Bonpland och Carl Ludwig von Willdenow. Aegopogon cenchroides ingår i släktet Aegopogon och familjen gräs.
Artens utbredningsområde är Venezuela. Inga underarter finns listade i Catalogue of Life.